# Give Me All Your Luvin'
Give Me All Your Luvin' là một bài hát của ca sĩ người Mỹ Madonna nằm trong album phòng thu thứ 12 của cô, MDNA (2012). Bài hát có sự tham gia góp giọng của rapper Nicki Minaj và M.I.A.. Nó được sáng tác và sản xuất bởi Madonna và Martin Solveig, trong khi M.I.A., Minaj và Michael Tordjman tham gia góp lời.
Một phiên bản demo của bài hát đã bị rò rỉ trên mạng vào ngày 8 tháng 11 năm 2011, dưới tựa đề "Give Me All Your Love", và sau đó thủ phạm đã bị bắt, là một người đàn ông đến từ Tây Ban Nha. Phiên bản cuối cùng của nó đã được phát hành vào ngày 3 tháng 2 năm 2012, bởi Interscope Records như là đĩa đơn đầu tiên trích từ MDNA. "Give Me All Your Luvin'" nhận được những đánh giá trái chiều từ các nhà phê bình âm nhạc, trong đó phần điệp khúc của nó được họ khen ngợi vì sự hấp dẫn; Tuy nhiên, họ cảm thấy rằng đây là một bước thụt lùi so với các đĩa đơn trước đây của Madonna. Về mặt thương mại, bài hát đạt vị trí số một ở Canada, Phần Lan và Hungary, và lọt vào top 10 ở một số nước châu Âu. Nó trở thành đĩa đơn thứ 38 của Madonna lọt vào top 10 bảng xếp hạng Billboard Hot 100, giúp cô thiết lập kỷ lục là nghệ sĩ có nhiều đĩa đơn top 10 nhất trong lịch sử.
Một video ca nhạc của bài hát được ghi hình vào tháng 12 năm 2011 và phát hành chính thức vào ngày 3 tháng 2 năm 2012, do Megaforce làm đạo diễn. Madonna biểu diễn "Give Me All Your Luvin'" (cùng M.I.A. và Minaj) lần đầu tiên tại show giữa hiệp tại Super Bowl XLVI. Sau đó, M.I.A. đã bị giới truyền thông chỉ trích bởi hành động giơ ngón giữa lúc trình diễn, khiến NBC và Liên đoàn bóng đá quốc gia (NFL) phải lên tiếng xin lỗi. Họ cũng xử phạt nữ rapper này thông qua một thỏa thuận bí mật. Vào cuối năm, Madonna cũng đã biểu diễn "Give Me All Your Luvin'" trong chuyến lưu diễn The MDNA Tour.

## Danh sách ca khúc và định dạng
| - Tải kĩ thuật số 1. "Give Me All Your Luvin'" (hợp tác với Nicki Minaj và M.I.A.) – 3:22 - Tải kĩ thuật số – Party Rock Remix 1. "Give Me All Your Luvin'" (Party Rock Remix) (hợp tác với LMFAO và Nicki Minaj) – 4:03 - Đĩa CD tại Vương quốc Anh 1. "Give Me All Your Luvin'" (hợp tác với Nicki Minaj và M.I.A.) – 3:22 2. "Give Me All Your Luvin'" (Party Rock Remix) (hợp tác với LMFAO và Nicki Minaj) – 4:01 | - Remix EP kỹ thuật số 1. "Give Me All Your Luvin'" (Laidback Luke Remix) – 6:06 2. "Give Me All Your Luvin'" (Nicky Romero Remix) – 5:54 3. "Give Me All Your Luvin'" (Party Rock Remix) (hợp tác với LMFAO và Nicki Minaj) – 4:01 4. "Give Me All Your Luvin'" (Sultan + Ned Shepard Remix) – 5:59 5. "Give Me All Your Luvin'" (Oliver Twizt Remix) – 4:48 6. "Give Me All Your Luvin'" (Demolition Crew Remix) – 7:02 |

## Xếp hạng và chứng nhận
| Bảng xếp hạng (2012)                      | Vị trí cao nhất |
| ----------------------------------------- | --------------- |
| Úc (ARIA)                                 | 25              |
| Áo (Ö3 Austria Top 40)                    | 11              |
| Bỉ (Ultratop 50 Flanders)                 | 5               |
| Bỉ (Ultratop 50 Wallonia)                 | 3               |
| Brazil (Billboard Brasil Hot 100)         | 26              |
| Brazil (Hot Pop Songs)                    | 7               |
| Canada (Canadian Hot 100)                 | 1               |
| Colombia (National-Report)                | 14              |
| Cộng hòa Séc (Rádio Top 100)              | 25              |
| Đan Mạch (Tracklisten)                    | 16              |
| Châu Âu Digital Song Sales (Billboard)    | 7               |
| Phần Lan (Suomen virallinen lista)        | 1               |
| Pháp (SNEP)                               | 3               |
| Đức (GfK)                                 | 8               |
| Greece Digital Songs (Billboard)          | 2               |
| Hungary (Rádiós Top 40)                   | 1               |
| Hungary (Single Top 40)                   | 2               |
| Ireland (IRMA)                            | 11              |
| Israel Airplay (Media Forest)             | 1               |
| Ý (FIMI)                                  | 2               |
| Nhật Bản (Japan Hot 100)                  | 3               |
| Lebanon (The Official Lebanese Top 20)    | 2               |
| Luxembourg Digital Song Sales (Billboard) | 10              |
| Mexican Airplay (Monitor Latino)          | 6               |
| Hà Lan (Single Top 100)                   | 2               |
| New Zealand (Recorded Music NZ)           | 29              |
| Bồ Đào Nha Digital Song Sales (Billboard) | 4               |
| Russia (Russian Digital Chart)            | 9               |
| Scotland (OCC)                            | 30              |
| Slovakia (Rádio Top 100)                  | 3               |
| South Korea International (Gaon)          | 5               |
| Tây Ban Nha (PROMUSICAE)                  | 2               |
| Thụy Điển (Sverigetopplistan)             | 60              |
| Thụy Sĩ (Schweizer Hitparade)             | 6               |
| Anh Quốc (OCC)                            | 37              |
| Hoa Kỳ Billboard Hot 100                  | 10              |
| Hoa Kỳ Adult Pop Airplay (Billboard)      | 33              |
| Hoa Kỳ Dance Club Songs (Billboard)       | 1               |
| Hoa Kỳ Pop Airplay (Billboard)            | 24              |
| Hoa Kỳ Rhythmic (Billboard)               | 33              |
| Venezuela Pop Rock (Record Report)        | 1               |

| Bảng xếp hạng (2012)                | Vị trí |
| ----------------------------------- | ------ |
| Belgium (Ultratop 50 Flanders)      | 85     |
| Belgium (Ultratop 50 Wallonia)      | 47     |
| Canada (Canadian Hot 100)           | 76     |
| France (SNEP)                       | 58     |
| Hungary (Rádiós Top 40)             | 39     |
| Japan (Japan Hot 100)               | 22     |
| Poland (ZPAV)                       | 19     |
| South Korea International (Gaon)    | 33     |
| Spain (PROMUSICAE)                  | 27     |
| US Hot Dance Club Songs (Billboard) | 41     |

| Quốc gia                                                                           | Chứng nhận | Số đơn vị/doanh số chứng nhận |
| ---------------------------------------------------------------------------------- | ---------- | ----------------------------- |
| Ý (FIMI)                                                                           | Bạch kim   | 30.000*                       |
| Hoa Kỳ (RIAA)                                                                      | Vàng       | 500.000^                      |
| * Chứng nhận dựa theo doanh số tiêu thụ. ^ Chứng nhận dựa theo doanh số nhập hàng. |            |                               |

## Lịch sử phát hành
| Quốc gia | Ngày                | Dạng                    | Hãng                            |
| -------- | ------------------- | ----------------------- | ------------------------------- |
| Thế giới | 3 tháng 2 năm 2012  | Phát sóng radio, tải về | Live Nation, Interscope Records |
| Đức      | 24 tháng 2 năm 2012 | Đĩa CD                  | Interscope Records              |